# 112527 Panarese
112527 Panarese este o planetă minoră (asteroid), cu un diametru de 2,5 km, din centura de asteroizi. A fost descoperită pe 5 august 2002 la  de  și a fost numită după Rossella Panarese⁠(d). 
Obiectul prezintă o orbită caracterizată de o semiaxă mare de 2,6837959262814 UAi, o excentricitate de 0,053009959010298, o înclinație de 10,142755113104 ° în raport cu ecliptica.